# Пол
Пол је скуп морфолошких, анатомских, генетичких, биохемијских и физиолошких особина који одликује све различите групе организама (или органе истог организма) укључене у процес стварања специфичних гамета (полних ћелија). Полно размножавање обухвата комбиновање и мешање генетичких својстава. Гамети могу да буди идентични по форми и функцији (изогамија), мада је у многим случајевима еволуирала асиметрија, тако да постоје два различита типа гамета (хетерогамети) (што је познато као анизогамија). Спајањем гамета у процесу полног размножавања стварају се нови организми. Одређивање пола код организама може бити генетички детерминисано, средински детерминисано, или могу да учествују оба фактора. Врсте могу поседовати један (унисексуалне врсте), два (бисексуалне врсте) или више полова.
Полови су најистраженији код животиња и биљака, док се полови код гљива, протиста и бактерија тешко уочавају и истражују. У већини боље истражених врста присутна су два пола, која се означавају као мушки пол (мужјаци код животиња, односно мушке биљке, ознака ♂) и женски пол (женке код животиња, односно женске биљке, ознака ♀). „Полови“ код гљива се често означавају ознакама + и -.
Гамети које производи један организам дефинишу његов пол: мужјаци производе мале гамете (сперматозоа, или сперматозоид, код животиња; полен код биљки), док женке производе велике гамете (ове, или јајне ћелије); индивидуални организми који производе мушке и женске гамете се називају хермафродитима. Фреквентно постоје физичке разлике које су везане за различите полове једног организма; ови полни диморфизми могу да одражавају различите репродуктивне притиске које полови доживљавају. На пример, избор парњака и полна селекција могу да убрзају еволуцију физичких разлика између полова.
Међу људима и другим сисарима, мужјаци типично носе XY хромозоме, док женке типично носе XX хромозоме, који су део XY система одређивања пола. Друге животиње исто тако имају системе за детерминацију пола, као што је  систем одређивања пола код птица, X0 систем одређивања пола код инсектата, и разни системи за детерминацију пола животне средине.

## Преглед
Једно од основних својстава живота је репродукција, способност стварања нових појединаца, и пол је један аспекат тог процеса. Живот је еволуирао од једноставних стадијума до сложенијих, а тако су се мењали и механизми репродукције. Иницијално је репродукција била репликациони процес који се састојао од формирања нових индивидуа које су садржале исте генетичке информације као и оригинал или родитељска индивидуа. Овај мод репродукције се назива бесполним, и још увек га користи мноштво врста, посебно једноћелијских, мада је у знатној мери заступљен и међу вишећелијским организмима. У полној репродукцији, генетички материјал потомства потиче од две различите индивидуе. Како се полна репродукција развила путем дуготрајног процеса еволуције, постоје интермедијери. Бактерије се на пример репродукују бесполно, али подлежу процесу путем којег се део генетичког материјала једне индивидуе (донора) преноси на другу (реципијент).
Изузимајући интермедијере, основна разлика између бесполне и полне репродукције је у начину на који се генетички материјал обрађује. Типично, пре бесполне поделе, ћелија дуплира свој генетички информациони контент, и затим се подели. Овај процес ћелијске деобе се назива митоза. У полној репродукцији, постоје специјалне врсте ћелија које се деле без претходног дуплирања свог генетичког материјала, у процесу званом мејоза. Резултирајуће ћелије се називају гаметима, и садрже само половину генетичког материјала родитељских ћелија. Ови гамети су ћелије које су припремљене за полну репродукцију организма. Пол је праћен аранжманима који омогућавају полну репродукцију, и еволуирао је упоредо са репродуктивним системом, почевши од сличних гамета (изогамија) и напредујући до система који имају различите типове гамета, као што су они са великим женским гаметом (овумом) и малим мушким гаметом (сперматозоидом).
Код комплексних организама, полни органи су делови који учествују у продукцији и размени гамета у полној репродукцији. Многе врсте, посебно животињске, имају полну специјализацију, и њихове популације се деле у женске и мушке индивидуе. У контрасту с тим, исто тако постоје врсте код којих нема полне специјализације, и исте индивидуе садрже и мушке и женске репродуктивне органе, и они се називају хермафродитима. Ово је веома честа појава код биљки.

## Еволуција
Полна репродукција је вероватно првобитно еволуирала пре око милијарду година међу раним једноћелијским еукариотама. Разлози за еволуцију полне репродукције, као и разлози за њен опстанак до садашњег времена, су још увек предмет дебате. Неки од многобројних могућих теорија су: да полна репродукција креира варијацију међу потомством, да она помаже у ширењу повољних својстава, да она помаже у уклањању неповољних својстава, и да полна репродукција олакшава поправку ДНК герминалне линије.
Полна репродукција је процес који је специфичан за еукариоте, организме чије ћелије садрже једро и митохондрије. Осим животиња, биљки, и гљива, друге еукариоте (нпр. паразит маларије) исто тако имају полну репродукцију. Неке бактерије користе конјугацију за трансфер генетичког материјала између ћелија. Мада то није исто што и полна репродукција, тиме се такође остварује мешање генетичких особина.
Дефинишућа карактеристика полне репродукције код еукариота је разлика између гамета и бинарне природе оплодње. Многострукост гаметних типова унутар врсте би се још увек сматрала обликом сексуалне репродукције. Међутим, трећи гамет није познат код вишећелијских животиња.
Док еволуција полне репродукције датира до прокариота или раног еукариотског стадијума, могуће је да је до хромозомске детерминације пола дошло веома рано код еукариота (погледајте еволуцију анизогамије).  систем одређивања пола је заједнички за све птице, неке рибе и поједине ракове. XY полно одређивање се користи код већине сисара, али и код неких инсеката, и биљки (Silene latifolia). X0 систем одређивања пола је присутан код појединих инсеката.
Нема заједничких гена између авијанских ZW и сисарских XY хромозома, а из поређења између људског и кокошијег генома, произилази да је Z хромозом сличан са аутозомалним хромозомом 9 код човека, пре него са X или Y, што сугерише да ZW и XY системи одређивања пола немају заједничко порекло, већ да су полни хромозоми изведени из аутозомалних хромозом заједничког претка птица и сисара. У једној публикацији из 2004 је упоређен кокошији Z хромозом са платипусним X хромозомима и изведен је закључак да су та два система сродна.

## Полна репродукција
Полна репродукција код еукариота је процес у коме организми формирају потомство које комбинује генетичка својства оба родитеља. Хромозоми се преносе са генерације на генерацију тим процесом. Свака ћелија у потомку има половину хромозома мајке и половину оца. Генетичка својства су садржана унутар дезоксирибонуклеинске киселине (ДНК) хромозома — комбиновањем једног од сваког типа хромозома од сваког родитеља, формира се организам који садржи двоструки сет хромозома. Овој стадијум двоструких хромозома се назива „диплоид”, док је стадијум једноструких хромозома „хаплоид”. Диплоидни организми могу да формирају хаплоидне ћелије (гамете) који рандомно садрже један из сваког хромозомског пара, путем мејозе. Мејоза исто тако обухвата стадијум хромозомског укрштања, у коме се региони ДНК размењују између упарених типова хромозома, чиме се формирају нови парови укрштених хромозома. Хромозомско укрштање и оплодња (поновно комбиновање сета појединачних хромозома и формирање диплоида) доводе до новог организма који садржи различити сет генетичких својстава од било ког родитеља.
Код многих организама, хаплоидни стадијум је редукован на гамете који су специјализовани да се рекомбинирају и формирају нови диплоидни организам; код других, гамети су способни да подлежу ћелијској деоби и да формирају вишећелијске хаплоидне организме. У било ком случају, гамети могу да буду споља међусобно слични, посебно по величини (изогамија), или могу буду еволуционо развијени на асиметричан начин тако да су гамети различити у погледу величине и других аспеката (анизогамија). По конвенцији, већи гамети (звани овум, или јајна ћелија) се сматрају женским, док се мањи гамети (звани сперматозоид, или ћелија сперме) се сматрају мушком. Једна индивидуа која ексклузивно производи велике гамете је женка, а индивидуа која која ексклузивно производи мале гамете је мужјак. Индивидуа која производи оба типа гамета је хермафродит; у неким случајевима хермафродити имају способност самооплодње и самосталне продукције потомства, без другог организма.

### Животиње
Већина полно репродукујућих животиња проводе своје животе као диплоидни организми, и имају хаплоидни стадијум редукован на једноћелијске гамете. Гамети животиња имају мушке и женске форме — сперматозоиди и јајне ћелије. Ти гамети се комбинују и формирају ембрионе из којих се развијају нови организми.
Мушки гамет, сперматозоид (формиран унутар тестиса), је мала ћелија која садржи једну дугу флагелу која је покреће. Сперматозоиди су екстремно редуковане ћелије, којима недостају многе ћелијске компоненте које би биле неопходне за ембрионско развиће. Они су специјализовани за мотилност, тражење јајне ћелије и стапање с њом у процесу званом оплодња.
Женски гамети су јајне ћелије (формиране унутар јајника). То су велике непокретне ћелије које садрже нутријенте и ћелијске компоненте неопходне за развиће ембриона. Јајне ћелије су обично асоциране са другим ћелијама које подржавају развиће ембриона, које формирају јаје. Код сисара се оплођени ембрион развија унутар женке, и прима храну директно од своје мајке.
Животиње су обично мобилне и траже партнера супротног пола за парење. Животиње које живе у води могу се парити користећи спољашњу оплодњу, при чему се јаја и сперма испуштају и комбинују у води. Већина животиња које живе изван воде, међутим, морају да пренесу сперму од мужјака до женске да би оствариле унутрашњу оплодњу.
Код већине птица, екскреција и репродукција се врше кроз један постериорни отвор, звани клоака — мужјак и женка се додирну клоакама ради трансфера сперме у процесу званом „клоакално љубљење”. Код многих других копнених животиња, мужјаци користе специјализоване полне органе као помоћ при преносу сперме — ови мишки полни органи се називају интромитентним органима. Код људи и других сисара тај мушки орган је пенис, која улази у женски репродуктивни тракт (звани вагина) ради вршења осемењавања у процесу званом полни однос. Пенис садржи цев кроз коју сперма (флуид у коме су садржани сперматозоиди) путује. Код женки сисара вагина је повезана са материцом, органом који директно подржава развиће оплођеног ембриона у процесу званом гестација.

### Биљке
Попут животиња, биљке су развиле специјализоване мушке и женске гамете. Код семених биљки, мушки гамети су садржани унутар тврдог омотача, формирајући полен. Биљни женски гамети се налазе унутар овула; након оплодње поленом из њих се формира семе које, попут јаја, садрже нутријенте неопходне за развиће биљног ембриона.
Многе биљке имају цветове и они су полни органи тих биљки. Цветови су обично хермафродитни, те производе мушке и женске гамете. Женски делови, у центру цвета, су тучци, чија свака јединица се састоји од жига (лат. stigma), стубића (лат. stylus) и плодника (лат. ovarium, germen). Један или више тих репродуктивних јединица могу да буду спојени и да формирају јединствени сложени тучак. Унутар карпела су семени замеци које се развијају у семе након оплодње. Мушки делови цвета су прашњаци: они се састоје од дугих филамената аранжираних између тучка и латица који производе полен у прашницима на њиховим врховима. Кад се зрна полена спусте на лепљиву масу на врху тучка, формира се поленска цев која иде надоле у тучак, где се испоручују мушки гамети који оплођују семене заметке, из којих се затим развија семе.
Код бора и других четинара полни органи су шишарке које могу да буду мушке и женске. Познатије су женске шишарке које су типично постојаније, и садрже овуле унутар себе. Мушке шишарке су мање и производе полен који се преноси ветром да би се спустио на женске шишарке. Као и код цветова, семе се формира унутар женских шишарки након опрашивања.
Пошто су биљке непокретне, оне су зависне од пасивних метода за транспорт поленових зрна до других биљки. Многе биљке, укључујући четинаре и траве, производе лаган полен који се преноси ветром до суседних биљки. Друге биљке имају тежи, лепљиви полен који је специјализован за пренос путем инсеката. Биљке привлаче те инсекте или велике животиње као што су колибри и слепи мишеви цветовима који садрже нектар. Те животиње транспортују полен при кретању са једног цвета на други, који исто тако садржи женске репродуктивне органе, што доводи до опрашивања.

### Гљиве
Већина гљива се полно репродукује. Оне имају хаплоидни и диплоидни стадијум у својим животним циклусима. Те гљиве су типично изогамне, другим речима недостаје им мушка и женска специјализација: хаплоидне гљиве расту у контакту једна с другом и затим споје своје ћелије. У неким од тих случајева спајање је асиметрично, и ћелија која донира само једро (а не пратећи ћелијски материјал) вероватно се може сматрати „мушком”.
Неке гљиве, укључујући пекарски квасац, имају типове парења којима се креира дуалност слична мушким и женским улогама. Не долази до спајања квасаца са истим типом парења и формирања диплоидних ћелија. Једино се спајају квасци са супротним типом парења. Гљиве исто тако могу да имају комплексније алелне системе парења, са хиљадама различитих полова.
Гљиве производе печурке као део њихове полне репродукције. Унутар печурке се формирају диплоидне ћелије, које се касније деле у хаплоидне споре, при чему висина печурке помаже у распршивању тог полно произведеног потомства.

## Пол код људи
Код људи се на пол гледа као на дихотомију или идентитет важан како за биолошке тако и социјалне функције, тако да се обично сматра да људи могу бити или мушкарци или жене. Међутим, многи фактори, укључујући биолошке, психолошке и социјалне, утичу на то како ће особа, и људи око ње, гледати на сопствени пол. Табела испод показује опште разлике између мушког и женског пола; међутим, поједини људи се не уклапају у „мушкарце“ или „жене“ по свим датим критеријумима. Поред тога, око 1 до 1,7% људи показују биолошку полну неодређеност до те мере да не могу физички бити класификовани искључиво ни као жене ни као мушкарци. Ова појава се назива интерсексуалношћу. Интерсексуална особа може имати биолошке карактеристике оба пола.
Примарне полне карактеристике су присутне одмах по рођењу и директно су укључене у репродукцију. Секундарне полне карактеристике се развијају касније у животу (обично за време пубертета) и не учествују у репродукцији директно. Разлике између полова се називају полним диморфизмом.
| Разлике између мушкарца и жене  | Разлике између мушкарца и жене                                | Разлике између мушкарца и жене                          | Разлике између мушкарца и жене |
| Ниво                            | Карактеристике                                                | Жена                                                    | Мушкарац                       |
| ------------------------------- | ------------------------------------------------------------- | ------------------------------------------------------- | ------------------------------ |
| Примарни                        |                                                               |                                                         |                                |
| Полни хромозоми                 |                                                               |                                                         |                                |
| Гамети                          | Јајна ћелија                                                  | Сперматозоид                                            |                                |
| Полне жлезде                    | Оваријуми                                                     | Тестиси                                                 |                                |
| Доминантни полни хормони        | Естроген и Прогестерон                                        | Тестостерон                                             |                                |
| Анатомија унутрашњих гениталија | crus clitoridis, вагина, утерус, јајоводи                                    | сунђерасто ткиво, уретра, простата, семене врећице      |                                |
| Анатомија спољних гениталија    | клиторис, лабија, вулва, клиторисна капица, перинеална уретра | пенис, скротум, препуцијум, перинеум                    |                                |
| Секундарни                      |                                                               |                                                         |                                |
| Структура скелета               | Релативно нижа, шири кукови                                   | Релативно виша, шира рамена, већи грудни кош            |                                |
| Лице                            | Обла вилица                                                   | Већа носна и чеона кост, коцкаста вилица, маљавост лица |                                |
| Масти и мишићи                  | Релативно више масти                                          | Релативно више мишића                                   |                                |
| Распоред масти                  | Више у куковима, задњици и бутинама                           | Више у пределу стомака                                  |                                |
| Облик тела                      | Облик: 8                                                      | „Троугласти“ облик: ▼                                   |                                |
| Друго                           | Дојке                                                         | Адамова јабучица и маљавост тела                        |                                |

Однос између различитих нивоа биолошке полне диференцијације је релативно добро познат. Биолошки нижи нивои утичу на обликовање виших. На пример, код већине особа присуство Y хромозома утиче на то да се гонаде развију у тестисе, који луче хормон који ће условити да се спољне и унутрашње гениталије развију у мушке гениталије, чије ће присуство навести лекаре и родитеље да детету припишу мушки пол (приписан пол), што ће даље условити да родитељи одгајају дете као дечака (род). Иако је биолошки развој прилично добро познат, психо-социјални аспект полне диференцијације није довољно проучен.

## Социјални и психолошки аспекти
Многе особе се биолошки и/или психо-социјално не уклапају у горе дате стандарде полног диморфизма. Код неких особа се пол на нивоу хромозома (генетски пол) не поклапа са присуством спољних гениталија (анатомски пол), као на пример код Свајеровог синдрома, једном од облика интерсексуалности. Неподударања анатомског пола са родним идентитетом или неподударања на различитим психосоцијалним нивоима (на пример, између родне улоге и родног идентитета) су још чешћа, али и много мање разјашњена.
У студијама рода користи се термин "хетеронормативност" којим се изражава идеја да се људи деле само на два другачије и комплементарне категорије: мушкарце и жене; да сексуални и брачни односи нормално постоје само између ова два пола и да људи треба да обављају социјалне улоге које су им одређене родом.